# Harold Hughes
Harold Hughes (Ida Grove, 1922. február 10. – Glendale, 1996. október 23.) az Amerikai Egyesült Államok szenátora (Iowa, 1969–1975).